# Edward Flynn
Edward Flynn (n. 25 octombrie 1909, parohia Orleans⁠(d), Louisiana, SUA – d. 7 februarie 1976, Tampa, Florida, SUA) a fost un boxer ce a reprezentat Statele Unite ale Americii, medaliat olimpic. A participat la o ediție a Jocurilor Olimpice (1932) în care a câștigat o medalie de aur.

## Participări
Lista de mai jos prezintă principalele competiții la care a participat Edward Flynn de-a lungul carierei.
- boxing at the 1932 Summer Olympics – welterweight[*]